# Álarcos fecske
A álarcos fecske (Phedina borbonica) a madarak osztályának (Aves) a verébalakúak (Passeriformes) rendjébe és a fecskefélék (Hirundinidae) családjába tartozó faj.
A magyar név forrással nincs megerősítve.

## Előfordulása
Madagaszkár, Malawi, Mauritius, Mozambik, Réunion és Tanzánia területén honos. Kóborlásai során eljut a Comore-szigetekre és a Seychelle-szigetekre is. A természetes élőhelye szubtrópusi és trópusi száraz erdők, szavanna és bokrosok; tengeri sziklás partok és szigetek; lápok és mocsarak, valamint szántók, víztárolók környéke és erősen leromlott egykori erdők.

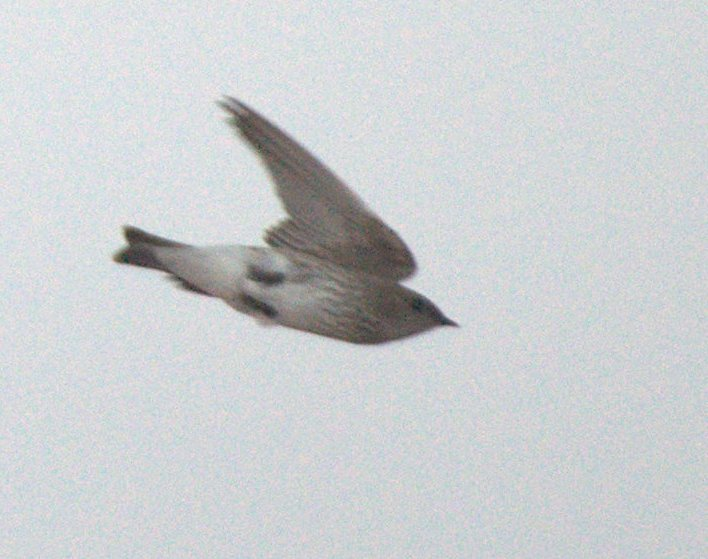
Röptében
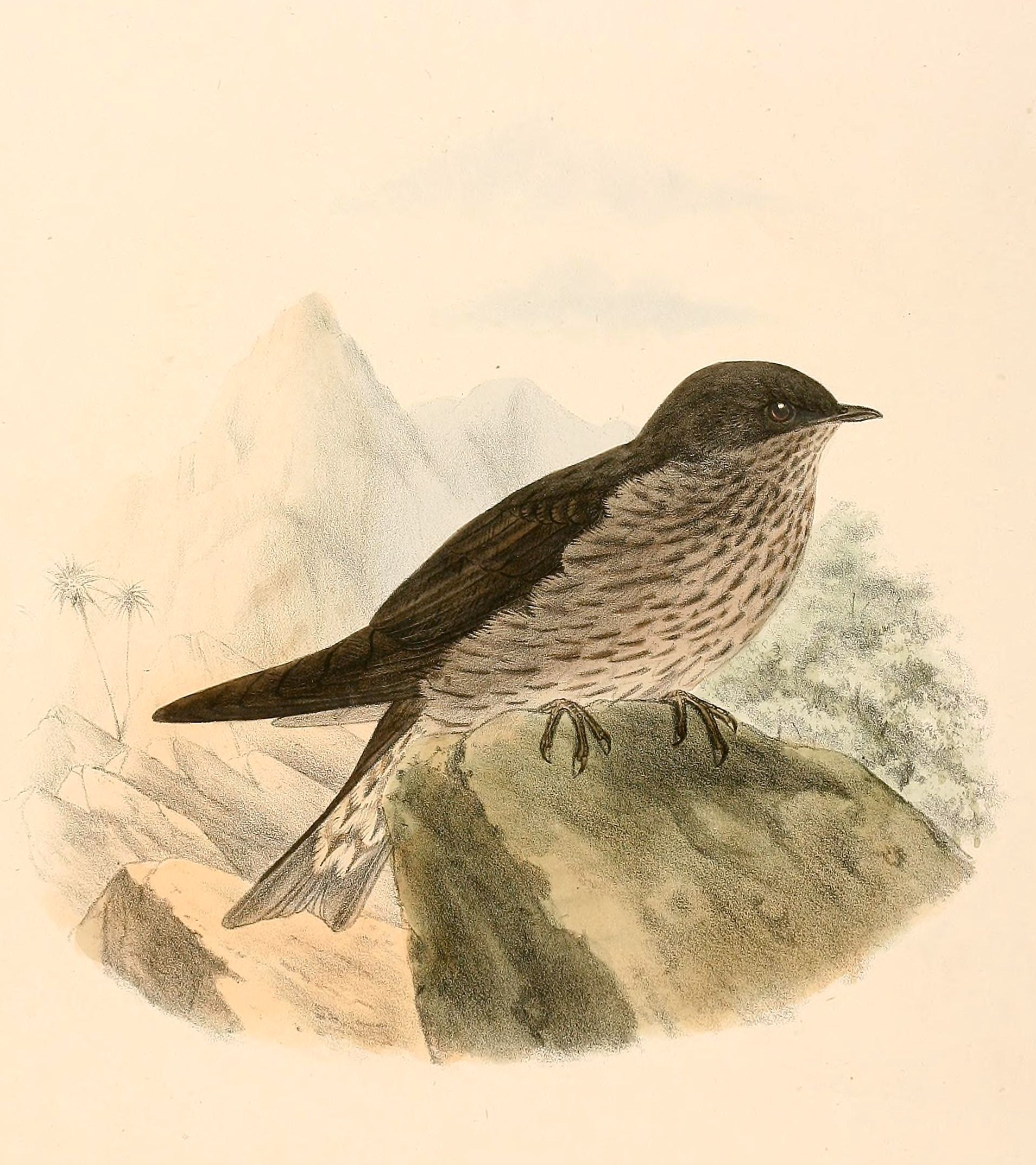
Ábrázolása 1894-ben